# Кузнєцов Геннадій Іванович
Генадій Іва́нович Кузнєцо́в — український спецпризначенець. Генерал-майор СБУ. Керівник Центру спецоперацій із боротьби з тероризмом СБУ. Уповноважений представник України у робочій підгрупі з гуманітарних питань Тристоронньої контактної групи.
Заступник керівника Центру — начальник Штабу Антитерористичного центру при СБУ (2006—2010,2015- цей час)

## Біографія
24 лютого 2011 року за недбале ставлення до військової служби Геннадій Кузнецов був засуджений вироком Печерського районного суду Києва. https://naspravdi.today/uk/2020/07/05/holovnyy-po-obminakh/ [Архівовано 9 липня 2021 у Wayback Machine.]
В 2007 році був керівником Антитерористичного центру при СБУ.
З 7 березня 2014 року до 23 січня 2015 року — керівник Центру спецоперацій із боротьби з тероризмом СБУ. У квітні 2014 року був поранений внаслідок розстрілу автомобілів бійців «Альфи» під Слов'янськом.
25 березня 2019 року, у день професійного свята співробітників СБУ, колишній підлеглий Кузнецова — підполковник Василь Прозоров — провів брифінг у Москві. Прозоров розповів, що з травня 2014 року він проходив службу в штабі АТЦ при СБУ, який очолює Кузнецов, і передавав спецслужбам Російської Федерації інформацію про діяльність українських силових структур, зокрема в районі проведення АТО. https://www.youtube.com/watch?v=NgH8--CCR9Y [Архівовано 9 липня 2021 у Wayback Machine.]
11 лютого 2020 року був уповноважений представляти Україну у робочій підгрупі з гуманітарних питань Тристоронньої контактної групи, змінивши Валерію Лутковську.

## Нагороди
- 20 червня 2014 року — за особисту мужність і героїзм, виявлені у захисті державного суверенітету та територіальної цілісності України, вірність військовій присязі під час російсько-української війни, відзначений — нагороджений орденом «За мужність» III ступеня.[7]
- Указом Президента України № 105/2020 від 24 березня 2020 року за «особисті заслуги у зміцненні національної безпеки, мужність і самовіддані дії, виявлені у захисті державного суверенітету України, зразкове виконання службового обов'язку» нагороджений орденом Данила Галицького[8].